# Walter Brennan
Walter Andrew Brennan (ur. 25 lipca 1894 w Lynn, zm. 21 września 1974 w Oxnard) – amerykański aktor. Pierwszy aktor, który trzykrotnie zdobywał Oscara, wszystkie w kategorii Oscar dla najlepszego aktora drugoplanowego. Był też pierwszym w historii laureatem tej nagrody za rolę Swama Bostroma w filmie Prawo młodości z 1936. Znany jest jako jeden z pierwszych w historii kina aktorów charakterystycznych, występował głównie w westernach. Brennan był ulubionym aktorem Howarda Hawksa, a jedną z jego najbardziej pamiętnych ról jest staruszek Stumpy ze słynnego westernu Hawksa – Rio Bravo.

## Życiorys
Urodził się w Massachusetts w rodzinie irlandzkich imigrantów. Pracował jako urzędnik bankowy, a w czasie pierwszej wojny światowej służył w 101. Pułku Artylerii Polowej we Francji. Następnie dorobił się majątku w Ameryce Środkowej, ale utracił go w czasach Wielkiego Kryzysu. Od tego czasu poświęcił się aktorstwu. Pierwotnie grywał role epizodyczne, z czasem pojawiły się poważniejsze. W 1937 otrzymał swego pierwszego Oscara, potem dostawał go jeszcze dwukrotnie co dwa lata – w 1939 i w 1941. Występował w westernach i filmach wojennych, ale jego pełna filmografia to ponad 230 najróżniejszych ról filmowych i telewizyjnych.

## Filmografia
Wybrana filmografia:

### Filmy
- 1936 – Prawo młodości jako Swan Bostrom
- 1936 – Jestem niewinny jako „Bugs” Meyers
- 1938 – Kentucky jako Peter Goodwin
- 1938 – Przygody Tomka Sawyera jako Muff Potter
- 1939 – Na skrzydłach sławy jako Walter Ash
- 1940 – Człowiek z Zachodu jako sędzia Roy Bean
- 1940 – Północno-zachodnie przejście jako „Hunk” Marriner
- 1941 – Sierżant York jako pastor Rosier Rile
- 1941 – Obywatel John Doe jako pułkownik
- 1943 – Kaci także umierają jako prof. Stephen Novotny
- 1944 – Mieć i nie mieć jako Eddie
- 1945 – Dakota jako kapitan Bounce
- 1946 – Miasto bezprawia jako stary Clanton
- 1948 – Krwawy księżyc jako Kris Barden
- 1948 – Rzeka Czerwona jako Nadine Groot
- 1954 – Daleki kraj jako Ben Tatum
- 1955 – Czarny dzień w Black Rock jako dr T.R. Velie Jr.
- 1959 – Rio Bravo jako Stumpy
- 1962 – Jak zdobywano Dziki Zachód jako pułkownik Jeb Hawkins
- 1969 – Popierajcie swego szeryfa jako Pa Danby
- 1972 – Home for the Holidays jako Benjamin Morgan

### Telewizja
- 1957-1961 – The Real McCoys jako dziadek McCoy
- 1967-1969 – Strzelby Willa Sonnetta jako Will Sonnett
- 1969-1971 – To Rome with Love jako Andy Pruitt

## Nagrody i wyróżnienia

### Oscar dla najlepszego aktora drugoplanowego

#### Nagrody
- 1936: za rolę Swana Bostroma w filmie Prawo młodości w reżyserii Williama Wylera i Howarda Hawksa[6]
- 1938: za rolę Petera Goodwina w filmie Kentucky w reżyserii Davida Butlera[7]
- 1940: za rolę sędziego Roya Beana w filmie Człowiek z Zachodu  w reżyserii Williama Wylera[8]

#### Nominacje
- 1941: za rolę pastora Rosiera Rile'a w filmie Sierżant York Howarda Hawksa

### Inne
- 1959: nominacja do Emmy za rolę w serialu The Real McCoys
- Od 1960 posiadał gwiazdę na Hollywood Walk of Fame.